# Kumaon
Kumaon (tidigare Kumaun eller Kamaon) är ett administrativt område (division) i den indiska delstaten Uttarakhand. Området ligger i Himalaya och gränsar i norr till Tibet och i öster till Nepal. Yta 35 594 km², befolkningen består företrädesvis av khasi. Beteckningen som division härrör från brittisk tid, då tillhörde området Förenade provinserna Agra och Oudh.
Området genomflyts av Alaknanda och Gogra samt deras tillflöden, övre delen är ett högt bergland, med Nanda Devi, (7 821 m), den mellersta ett rikt skogbevuxet område, som med konstgjord bevattning ger goda skördar, den nedersta upptas av de sumpiga och osunda terai. Endast en femtedel av området är odlingsbart, men föga odlad; i slutet av 1800-talet har dock teodlingen införts. Av metaller finns bland annat järn, bly, koppar.
Den enda industrin är framställning av grövre tyger. Huvudstad var förr Almora, men är nu Nainital. Divisionen delades förr i tre distrikt: Garhwal, Naini Tal (förr Kumaon) och Almora, men idag är den uppdelad i sex sådana: Almora, Bageshwar, Champawat, Nainital, Pithoragarh och Udham Singh Nagar. Större delen av Kumaon bildade ett gammalt rajputrike, vars fursteätt utgick i början av 1800-talet. Det intogs då av gurkha samt annekterades av britterna efter gorkhakriget 1815.
Kumaon är känt för att under tidigare delen av 1900-talet levde en människoätande bengalisk tiger i området som hade sitt revir runt bland annat Champawat. Denna tiger var en hona som skadats av ett gevärsskott som förstört två av hennes hörntänder och sammanlagt dödade hon 436 människor innan hon slutligen blev skjuten 1907 av den legendariske jägaren Jim Corbett. 

## Administrativ indelning
Kumaon är indelat i sex distrikt.
| Distrikt                                                                      | Karta (Kumaon i orange) |
| ----------------------------------------------------------------------------- | ----------------------- |
| - Almora - Bageshwar - Champawat - Nainital - Pithoragarh - Udham Singh Nagar | Center                  |